# Relaciones Perú-Unión Europea
Las relaciones entre Perú y la Unión Europea hacen referencia a las relaciones internacionales entre la República del Perú y la Unión Europea. La Delegación de la Unión Europea en el Perú tiene sede en la ciudad de Lima y es también el nexo para la Comunidad Andina.

## Historia
Perú el virreinato de España hasta siglo XIX, cuando los colonos obtuvieron la independencia. Durante la Guerra del Pacífico, Perú inició sus relaciones con Francia al ser parte de la defensa del Puerto del Callao.
Desde marzo de 1991 está presente en Perú la Representación de la Comisión Europea.
En el 2008 Lima albergó la Cumbre de jefes de Estado y de Gobierno de América Latina, el Caribe y la Unión Europea (ALC-UE).
En el 2009 se firmó el memorándum de entendimiento entre Perú y la Unión Europea para el establecimiento de un mecanismo de consultas bilaterales.
Desde el 15 de marzo de 2016 están exonerados de la visa para los peruanos en el espacio de Schengen.
En 2021, el Alto Representante de la Unión Europea, Josep Borrell, inicia su visita oficial al Perú.

## Política Internacional
El Presidente del Perú Alejandro Toledo Manrique asumió su mandato el 28 de julio del 2001, buscó mantener las relaciones exteriores de Perú. Dentro de sus planes estaba buscar el apoyo de la Unión Europea.
El Perú ha sido un miembro activo de todas las organizaciones de las que es miembro. Dentro de sus participaciones están:
- El peruano Javier Pérez de Cuéllar fue secretario general de las Naciones Unidas
- Víctor Andrés Belaunde fue Presidente de la Asamblea General de las Naciones Unidas en dos ocasiones
- Allan Wagner Tizón fue el secretario general de la Comunidad Andina
- Perú fue el anfitrión de la Comunidad Sudamericana de Naciones.

## Relaciones económicas
La Unión Europea representa 11 % de comercio total de mercancías de Perú lo que lo convierte en el tercer mayor socio comercial. Asimismo el Perú es el 49.º socio comercial de la UE con el 0,2 % del comercio total de mercancías de la UE.

### Acuerdo Comercial

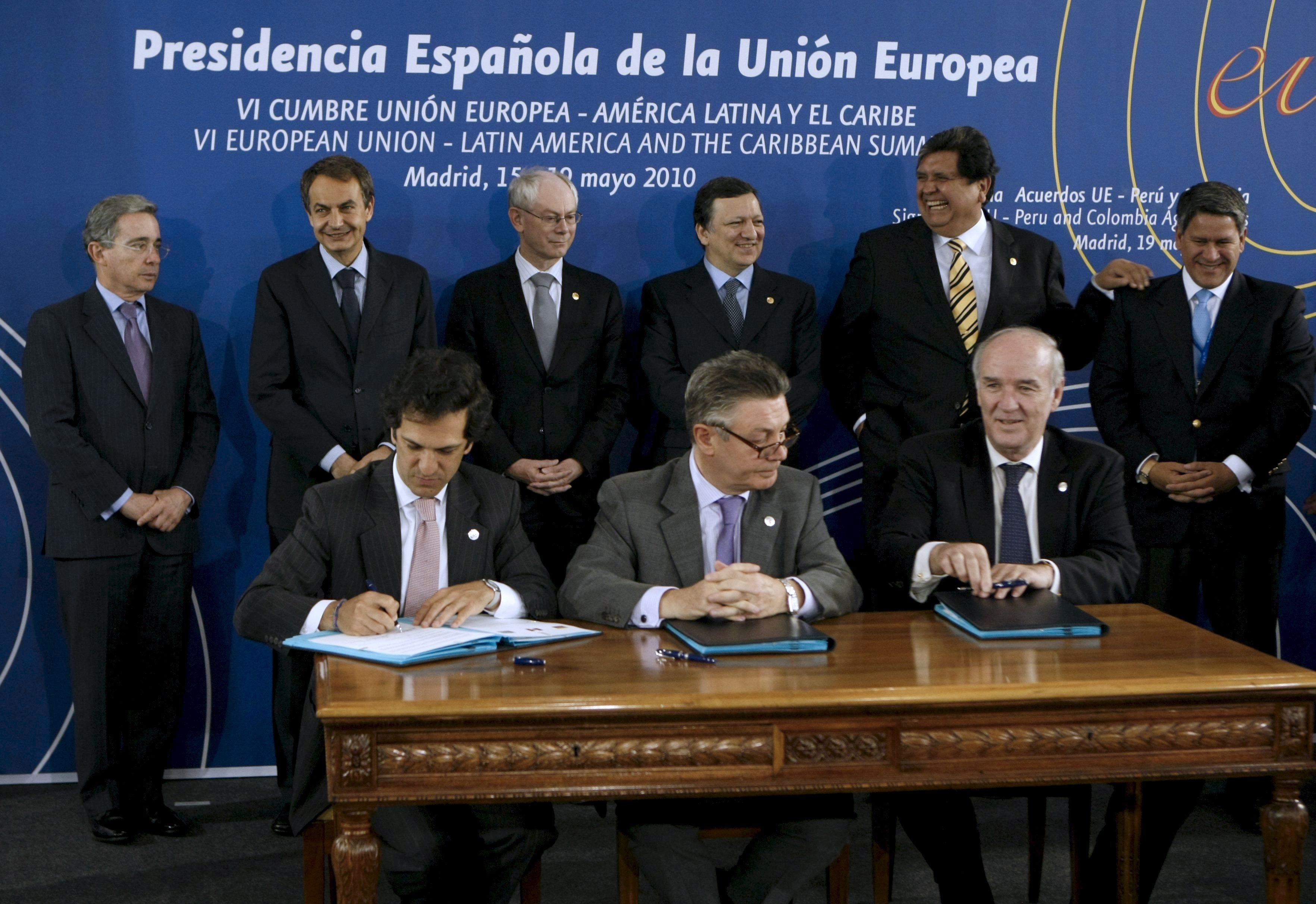
En el 2010 se anunció la conclusión de las negociaciones comerciales entre la UE y Colombia y Perú.

La UE ha buscado un Tratado de Libre Comercio con la Comunidad Andina y especialmente con el Perú, al ser España el primer inversor del mundo en el país andino.
El Tratado de Libre Comercio entre Perú y la Unión Europea entró en negociaciones entre el 9 y 13 de febrero de 2009.
El 18 de mayo del 2010 se anunció formalmente la conclusión de las negociación del Tratado de Libre Comercio con la Unión Europea. El 26 de junio de 2012 se firmó el tratado junto a Colombia en Bruselas, Bélgica. Entró en vigor provisionalmente con Perú el 1 de marzo de 2013. El 1 de noviembre de 2024 entró en vigor el acuerdo comercial entre la Unión Europea y los países andinos.

## Representación diplomática
- Jefe de Misión ante la Unión Europea
  - Gonzalo Gutiérrez Reinel
- Jefe de la Delegación de la Unión Europea en el Perú
  - Irene Horejs
  - Diego Mellado Pascua
  - Gaspar Frontini (desde 2021)[11]
  - Jonathan Hatwell

## Misiones diplomáticas
- Unión Europea tiene una delegación en Lima.
- Perú tiene una misión en Bruselas.

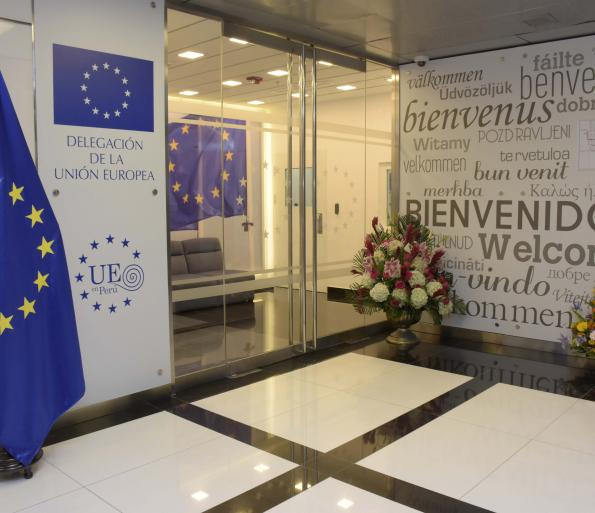
Delegación de la Unión Europea en Perú